# Gehrungsklammer

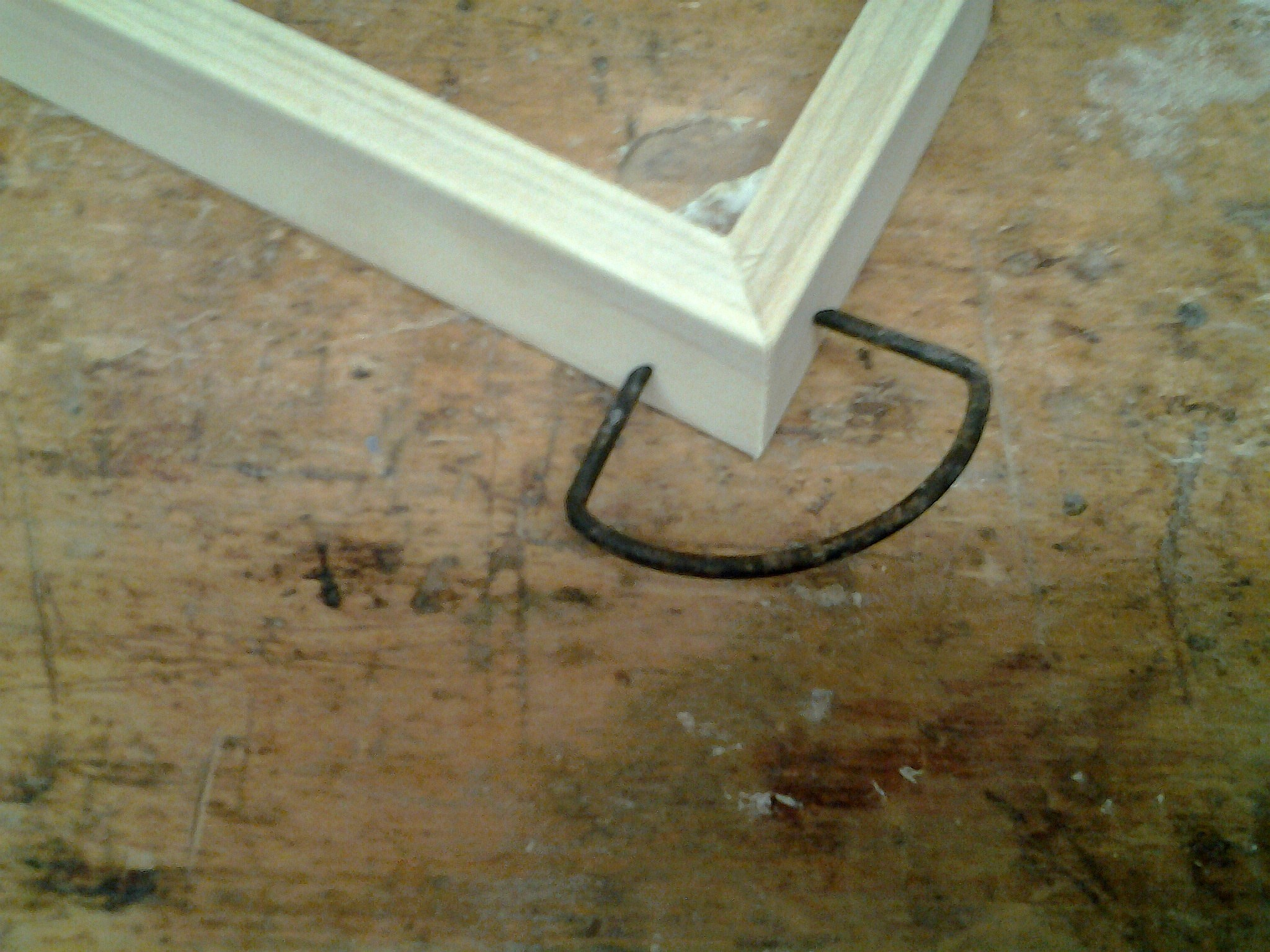
Verleimen einer Rahmenecke mit einer Gehrungsklammer

Die Gehrungsklammer ist ein Hilfsmittel, um hölzerne Rahmenteile beim Verleimen im 90-Grad-Winkel (in Gehrung) zu fixieren und entsprechenden Druck auf die Leimstelle auszuüben. Sie wird dort benutzt, wo Zwingen nicht richtig angesetzt werden können. Gehrungsklammern werden mit einer Spreizzange angebracht und können wiederverwendet werden. Die aus Federstahl gefertigten Klammern hinterlassen kleine Beschädigungen am Holz.

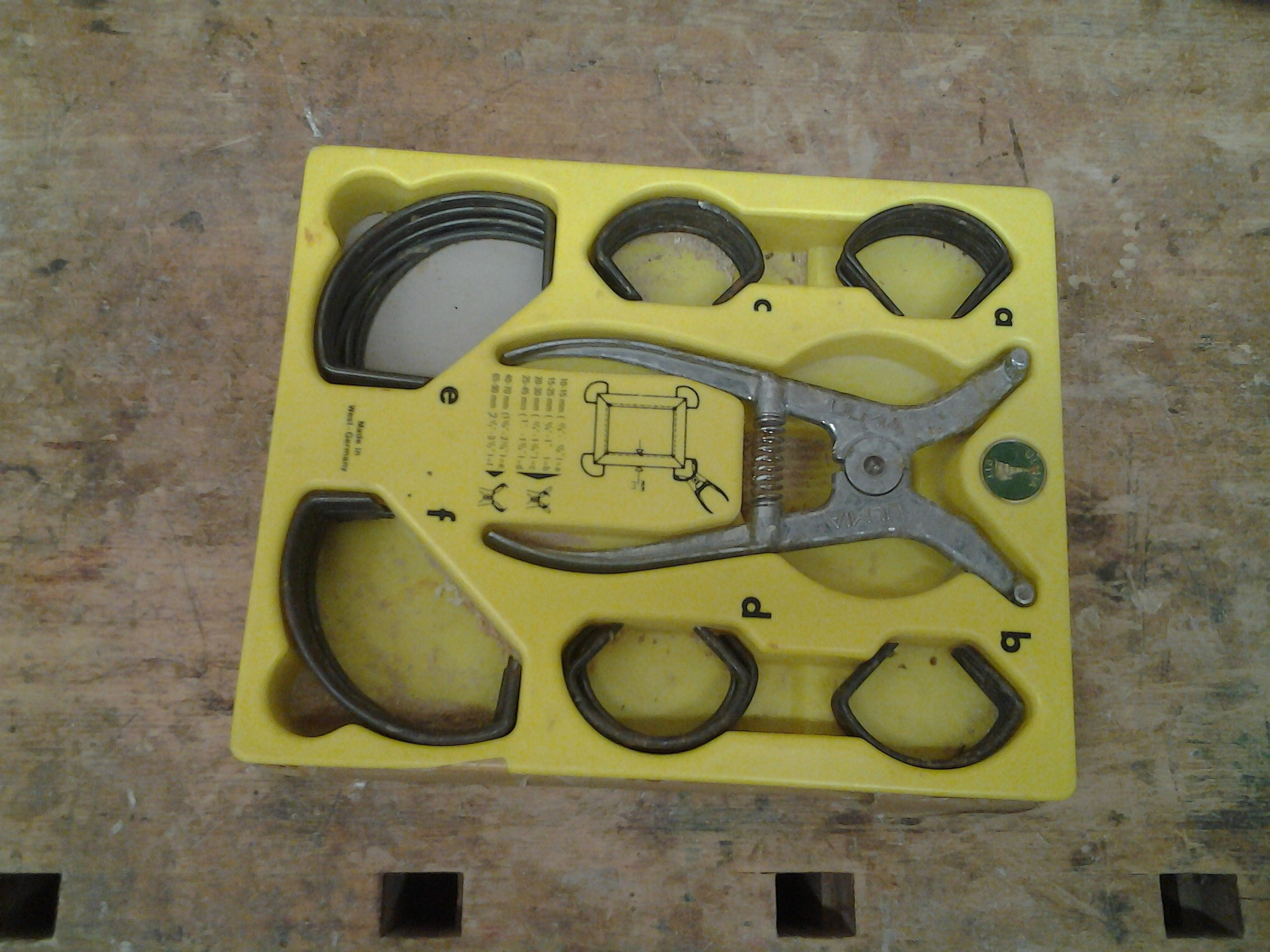
Gehrungsklammern mit dazugehörender Spreizzange